# Нервии
Нервиите (на латински: Nervii; на френски: Nerviens) са голямо древно белгийско
племе. Населявали са територията Галия Белгика между Маас и Шелда на
север и на запад до днешна Белгия.
Техните съседи са били менапиите, ебуроните, ремите, беловаките, виромандуите и атребатите.
Те имали множество клиентелски племена. Главен град на нервиите е Багакум (днес Баве, Bavay, във Франция), който вероятно през 4 г. е посетен от по-късния император Тиберий.
50.000 нервии се присъединяват през зимата 58/57 пр.н.е. към анти-римски съюз от общо 300.000 души под ръководството на крал Галба. 57 пр.н.е. са победени от войската на Юлий Цезар, в голямата Битка при Сабис (реката Sabis или Sambre).
54/53 пр.н.е. участват във въстанието на ебуронския вожд Амбиорикс. Малко след това с 6.000 войници се присъединяват към Верцингеторикс при Алезия. След подчинението им от римляните те приемат бързо тяхното влияние и техният главен град Багакум става важен търговски център, от който излизали седем пътища stratae calciatae.
Войниците на нервиите стават важни като помощни (auxiliar) отряди на римската войска. За Британия имат една ala II Nerviorum Fidelis milliaria и един n(umerus) sagit(t)ariorum Ner(viorum).
Християнизират се рано и изпращат свой епископ на Събора в Colonia Agrippinensis (Кьолн) през 346 г.